# Sociedad Tiro Suizo Rosario
La Sociedad Tiro Suizo Rosario, más conocido como Tiro Suizo es una entidad deportiva de la ciudad de Rosario, Santa Fe, Argentina, situada en la zona sur del municipio, en el barrio al que da nombre. Fue fundado por la comunidad helvética en 1889 para la práctica del tiro deportivo, que hoy en día sigue siendo el "deporte madre" del club practicado por un gran número de socios. Se destaca también en la práctica de fútbol, básquet y otras disciplinas deportivas. En baloncesto su clásico rival es Saladillo, mientras que en fútbol la máxima rivalidad se da con el club Oriental
. Tiro Suizo es el tercer club más antiguo de Rosario entre los que siguen en actividad, detrás de Atlético del Rosario (1867) y Rosario Rowing Club (1887), y el primer club de tiro de la ciudad. Además, es el 18ª (décimo octavo) club mas añejo del país.
En la actualidad la única institución de tiro fundada por suizos que continúa vigente con su denominación de origen es la Sociedad Tiro Suizo Rosario, ya que el resto de las entidades suizas fueron absorbidas o fusionadas por los "Tiros Federales", o directamente dejaron de existir.
Por el tamaño de sus instalaciones, la masa societaria y la cantidad de disciplinas deportivas practicadas es apodado como "Gigante del sur", debido a que no hay otro club con esas características en la zona sur de Rosario. Respecto al tiro deportivo en el Polígono se desarrollan diferentes modalidades, como ser: tiro práctico, tiro al ciervo y al jabalí, fusil Mauser y otros tiros de escuela como aire comprimido, carabina, pistola y revólver de diversos calibres.
Posee su estadio en la mitad norte del terreno delimitado por las calles Corrientes, Lamadrid y Paraguay, con su ingreso ubicado en Corrientes 5198, del Barrio Tiro Suizo de la Ciudad de Rosario.
Su clásico rival es el Club Infantil Oriental, representativo del vecino Barrio Roque Sáenz Peña, cuyo estadio se ubica en calle Buenos Aires al 5800, a pocas cuadras del de Tiro Suizo. Ambas instituciones animan el "Clásico del Sur Rosarino".

## Historia
El 26 de septiembre de 1889 un grupo de miembros de la colectividad suiza provenientes del Cantón del Tesino fundó una institución para desarrollar la práctica de tiro, a la que denominarían "Tiro Suizo Unión Liberal Tisinense de Rosario". El objetivo era llevar adelante la práctica de este deporte tradicional en Suiza. Desde el 3 de septiembre de 1894 el club tomó su nombre actual "Sociedad Tiro Suizo Rosario". En ese mismo año adquirió un terreno de 40.000 m² en el antiguo barrio Sarmiento (actual barrio Tiro Suizo) donde se comenzó a construir el nuevo stand de tiro, en lo que hoy es la esquina de calle Lamadrid y cortada Raffo, y el 19 de agosto de 1895 se inauguran las nuevas instalaciones..Actualmente el club conserva la totalidad de las 4 hectáreas adquiridas originalmente.
Las instalaciones de Tiro Suizo fueron por muchos años las más importantes del país luego de las del Tiro Federal de Bs As, por tal motivo entre el 2 y el 10 de junio de 1916, la Confederación Nacional de Tiro efectuó en Rosario el “Gran Torneo del Centenario de la Independencia”. El lugar pensado originalmente para el concurso había sido Tucumán, pero como allí no fue posible conseguir las comodidades requeridas, se dispuso llevarlo a cabo en el stand del Tiro Suizo porque las enormes dimensiones de sus instalaciones eran las más apropiadas para hacer frente a lo multitudinario del certamen: 54 sociedades, 22 equipos del ejército, 6 de la armada, 7 de universitarios, además de los tiradores inscriptos individualmente.
En 1902 el gobierno de Santa Fe sancionó una ley para la creación del premio “Copa de Honor”, el cual se disputaba todos los años el 12 de octubre. El mismo se desarrollaba con fusil Mauser entre todas las sociedades de tiro existentes en la provincia. El último certamen se disputó en 1973 y Tiro Suizo conserva el trofeo por haber ganado el mismo ese año.
Hasta el año 1971 en el club solo se practicaba el tiro deportivo, en ese mismo año se inaugura la pileta de natación lo cual dio origen al desarrollo de otras actividades deportivas. Luego siguieron el fútbol, básquet, vóley, tenis y un número creciente de actividades deportivas.

## Arco del Triunfo

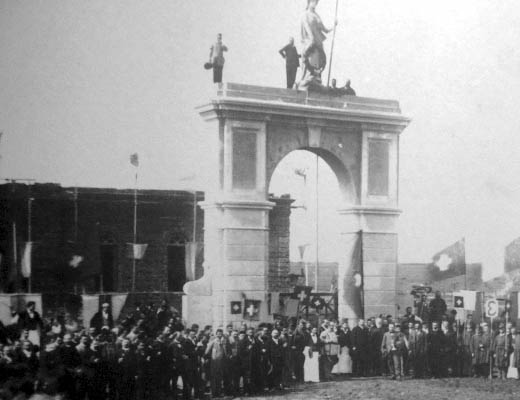
El arco del triunfo, que corona el ingreso al club, durante su inauguración en 1895.

La entrada al club está conformada por un arco del triunfo obra del arquitecto suizo Alejandro Máspoli.
El arco presenta los escudos argentino y suizo, y una estatua de la libertad de 3 metros de altura. El mismo fue inaugurado en 1895 demostrando así ser una de las estatuas más antiguas de la ciudad de Rosario.

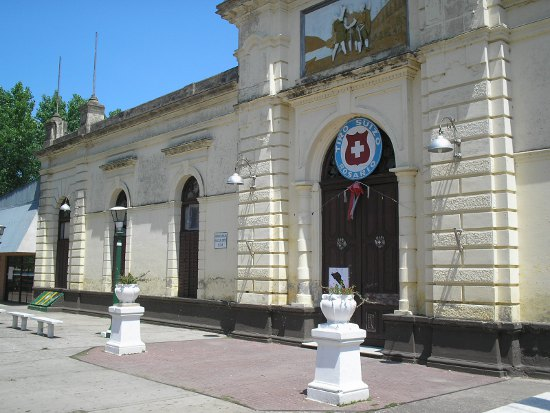
Fachada del salón principal del club inaugurado en 1895

El histórico salón de usos múltiples, junto al arco de ingreso y al polígono de tiro, son los tres bastiones originales desde que Tiro Suizo se instaló en la cortada Raffo en 1895.

## Colores representativos
Los colores representativos del club son el celeste, el blanco y el rojo, tomados de las banderas de Argentina y Suiza.
Los diferentes equipos que representan a Tiro Suizo usan un uniforme distintivo para competir en los torneos que participan. La camiseta más utilizada es la celeste con vivos blancos y rojos, o la de franjas verticales celestes, blancas y rojas.

## Competición en fútbol
El club volverá a jugar el Torneo Gobernador Molinas (primera división de la Asociación Rosarina de Fútbol) a partir del 2022, luego de haber descendido en el año 2016. No ha podido coronarse en la máxima categoría, aunque fue subcampeón en el año 2000; tras ganar el Clausura enfrentó en la final por el título a Tiro Federal y fue derrotado. En la Copa Santiago Pinasco (segunda categoría de la ARF) ganó 2 títulos: 1985 y 1996.

## Infraestructura deportiva
La Sociedad Tiro Suizo cuenta con un predio propio de 4 hectáreas, en el que se pueden encontrar las siguientes instalaciones.
Polígonos de tiro:
- polígono de 12 líneas para arma corta de 25 m
- polígono de 10 líneas para carabina y rifle neumático de 50 m
- polígono de 9 líneas para arma larga de 150 m
- polígono de 7 líneas para arma corta de 12 m
- polígono de 8 líneas para arma corta de 15 m
- polígono de 6 líneas para arma corta de 18 m
- sector tiro práctico: canchas de tiro práctico

Estadio cubierto: El "Gigante del Sur" cuenta con un gimnasio cubierto de 1500 m², donde se practica voleibol, básquet y patín artístico de forma permanente. Alternativamente puede ser utilizado además para gimnasia artística y judo. El mismo cuenta con las medidas reglamentarias para todas estas actividades.

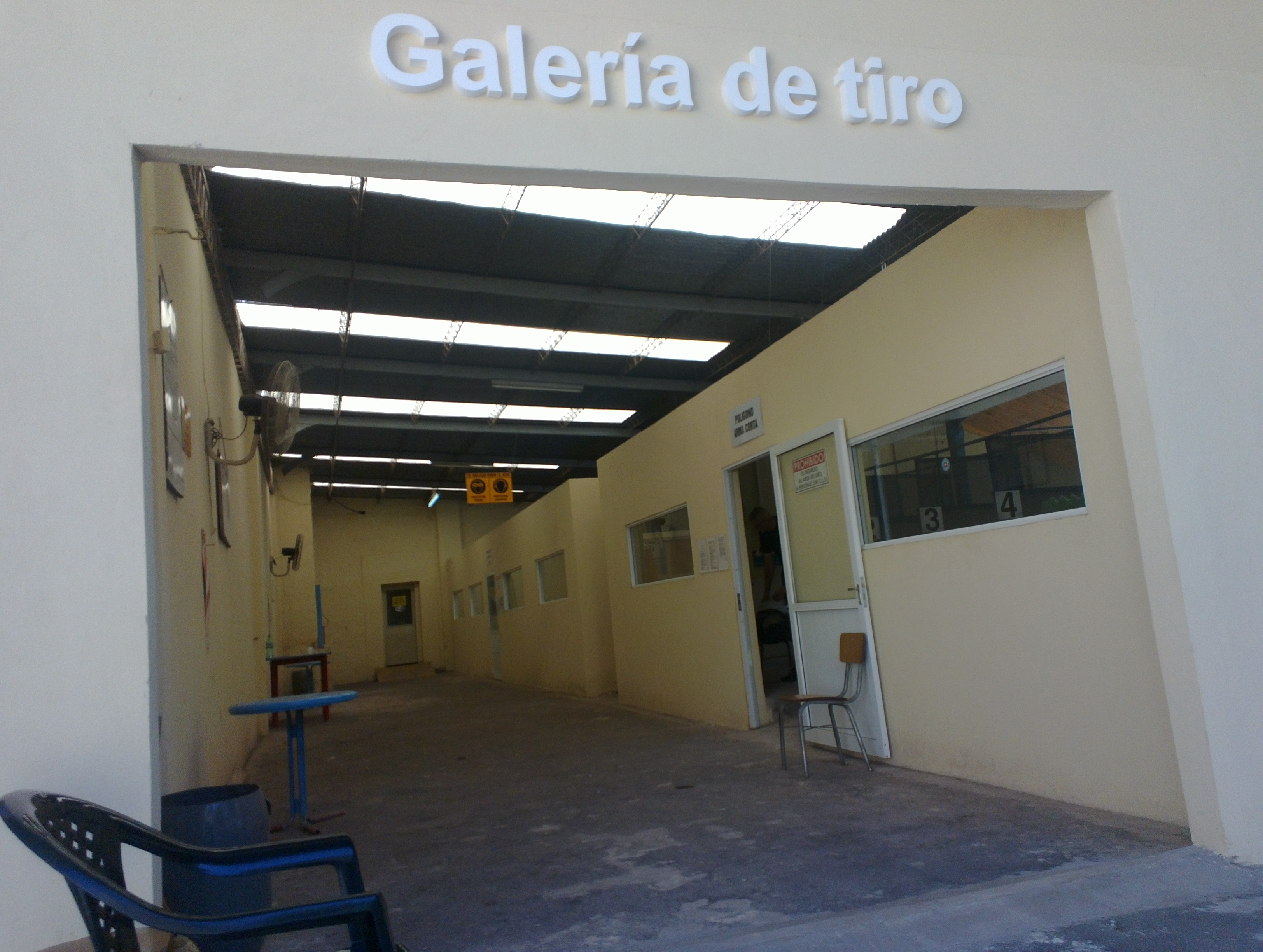
Galería de tiro de armas largas

Canchas de fútbol: Cuenta con cuatro canchas de fútbol 7 y una cancha de 11 para la primera y las divisiones inferiores.
Además, el club también tiene 3 canchas de tenis de cemento, 1 cancha de hockey sobre césped, 1 cancha de futsal descubierta, 1 piscina de 25 metros de largo (cubierta en épocas invernales), 1 dojo para la práctica de judo y un salón equipado para la gimnasia artística.

## Secciones deportivas
Si bien Tiro Suizo se fundó como un club para la práctica exclusiva del tiro deportivo, con la construcción del natatorio a principios de la década del 70 se fueron incorporando diferentes actividades deportivas. En la actualidad el club cuenta con 12 disciplinas, la mayoría de ellas federadas.
Deportes federados: Tiro deportivo, Fútbol de campo, Fútbol sala, Baloncesto, Vóley, Judo, Tenis, Natación, Hockey sobre césped
Deportes no federados: Patín artístico, Gimnasia artística, Ajedrez

## Palmarés
Fútbol federado
- Subcampeón del Torneo Gobernador Luciano Molinas 2000 - ARF

- Campeón de la Copa Santiago Pinasco (segunda división de ARF) 1985 y 1996 - ARF

- Campeón en 8.ª División A2 (Categoría 2002) en 2017. Ese año también se consiguió el ascenso al Torneo de Divisiones Inferiores A1 de la Asociación Rosarina de Fútbol.

Básquet
- Campeón 2015 División C - Asociación Rosarina De Básquet.

- Campeón 2017 Ascenso Division B - Asociación Rosarina De Básquet.

- Campeón 2022 Ascenso Division B - Asociación Rosarina De Básquet.

Vóley
- Campeón 2016 Copa de 1.ª División (rama masculina) - Asociación de Voleibol de Rosario

Futsal (AROFUSA)
- Campeón 1978 del "Torneo extra" de 1.ª División - Asociación Rosarina de Fútbol de Salón

Hockey sobre cesped
- Campeón 2021 de 1.ª División (rama femenina) - Asociación de Hockey del Este

## Deportistas destacados
- Tiro deportivo:
  - Juan Papis (tirador olímpico): Fue un destacado tirador de la región entre 1910 y 1930 formado en el polígono de Tiro Suizo, desde muy joven se ubicó en las primeras posiciones de los torneos consiguiendo numerosos trofeos locales, provinciales y nacionales. En 1924 por su desempeño en las competencias de tiro al blanco, alcanzó una condecoración olímpica en París. Otros tiradores de importancia son Mesa, Olmos y Logiudice.
  - Oscar Duran: destacado tirador del club en la década del 90. Entre sus logros más importantes se destaca el haber conseguido por 5 años consecutivos el 1.º y 2.º puesto en los torneos organizados por el Liceo Aeronáutico Militar en diferentes calibres, ganador de la modalidad FBI en el Tiro Federal de Rosario, y por 4 años consecutivos obtuvo la Copa Centenario.
- Futbolistas:
  - Ángel Correa (jugador de Atlético de Madrid)
  - Chicho (Jugador de Real Madrid)
  - Gonzalo Mazzia (Argentino de Rosario, Atlético Marte y FAS de Santa Ana)
  - Lorenzo Faravelli (Newell's Old Boys, Gimnasia y Esgrima La Plata, Independiente del Valle)
  - Horacio Ameli (Central Córdoba, Colón de Sta. Fe, San Lorenzo, River Plate, Rayo Vallecano, Inter de Brasil, San Pablo de Brasil)
  - Jorge Drovandi (San Lorenzo, Chacarita, Rosario Central, Aldosivi, Dep. Azogues de Ecuador)

- Atletas: Jorge Balliengo - lanzador de disco, atleta olímpico (Beijin 2008 y Londres 2012), campeón Sudamericano 2005 y 2006, campeón Iberoamericano 2006 y 2008. Su profesor de Educación Física de la primaria lo llevó a practicar atletismo al club Tiro Suizo donde se inició en ese deporte.
- Basquetbolistas: Joaquín Francisco Fernández; Federico Ferrari, Damián Sabate, Sebastián Pereira Da Costa, Pablo Tosoni, Poroto, Tuiti, Diego Paciaroni, Leandro Noguerol, Román Talotti, Daniel Zattín, Javier Mateucci, Gonzalo Varela, Martín Pineiro, Fernando Belloumini, Nicolás Leal, Raccuglia Franco, Alejandro Máspoli, Alejandro Yjias, Fernando Herrera, Héctor Landa, Gustavo Armendariz, Walter Sollberger, Gabriel Ciccarella, Gustavo Gomis, Néstor Marín, Sergio Serra, Ariel Sandilo, Rincho, El Tatita, Tosoni Javier, Tomás Landa, Ariel Godoy, Ariel Sandilo, Claudio Matto, Bisiach Lucio, Gerardo Armand, El Monito, Víctor Salgueiro, Pablo Luthman, Ricardo Lucarini, Fernando y Walter Nasif, Matías y Guido Riccardi, Nicolás, Andrés Bunetta, Mariano Pizzo, Román Landa.